# Sielachy (jezioro)
Sielachy (biał. Селяхі (Селяхоўскае, Селяхінскае), Sielachowskie, Sielachińskie – jezioro w południowo-zachodniej Białorusi (obwód brzeski, rejon brzeski), w dorzeczu Bugu w pobliżu miejscowości Sielachy. Należy do brzeskiej grupy jezior na Polesiu.

## Biologia
W pobliżu jeziora znajduje się jedyne na Białorusi stanowisko długosza królewskiego.

## Rekreacja
Wokół jeziora znajdują się zagospodarowane plaże i obiekty turystyczne.